# 弘前市立弥生小学校
弘前市立弥生小学校（ひろさきしりつ やよいしょうがっこう）は青森県弘前市弥生字弥生平にあった公立小学校。

## 沿革
- 1939年（昭和14年）12月1日 - 船沢国民学校弥生分教場設置。当時冬期のみの季節分教場であった。
- 1946年（昭和21年）4月1日 - 通年制分教場となる。
- 1951年（昭和26年）1月 - 校舎新築落成。
- 1955年（昭和30年）3月1日 - 昭和の大合併により、弘前市立船沢小学校弥生分校に改称。
- 1957年（昭和32年）- 図書室・小便室・風呂場増築。
- 1961年（昭和36年）
  - 4月1日 - 独立し、弘前市立弥生小学校になる。
  - 12月1日 - 校章・校旗・校歌制定。
- 1970年（昭和45年） - 校庭拡張、風呂場改築。
- 1971年（昭和46年）9月 - 創立10周年記念式典挙行。
- 2013年（平成25年）10月30日 - 弘前市教育委員会が正式に弘前市立船沢小学校への統合の方針を決定。
- 2014年（平成26年）
  - 2月22日 - 閉校式挙行。
  - 3月31日 - 閉校。弘前市立船沢小学校に統合される。児童数9名[1]。

## 学区
弥生、百沢（字東岩木山の一部）

## 交通
閉校時点
- 弘南バス 「弥生小学校前」停留所下車。
  - 弘前 - 弥生線
- 青森県道30号岩木山環状線沿い